# Bóng chuyền tại Đại hội Thể thao Đông Nam Á 2023
Bóng chuyền là một trong những môn thể thao tranh tài tại Đại hội Thể thao Đông Nam Á 2023 ở Campuchia, dự kiến sẽ được tổ chức từ ngày 3 đến 16 tháng 5 năm 2023 với 4 nội dung thi đấu. Môn bóng chuyền trong nhà sẽ được tổ chức tại Nhà thi đấu Nhà thi đấu trung tâm, Khu liên hợp Olympic còn môn bóng chuyền bãi biển sẽ được tổ chức tại Bãi biển Otres, Sihanoukville.

## Các quốc gia tham dự
| Quốc gia    | Trong nhà | Trong nhà | Bãi biển | Bãi biển |
| Quốc gia    | Nam       | Nữ        | Nam      | Nữ       |
| ----------- | --------- | --------- | -------- | -------- |
| Brunei      | No        | No        | No       | No       |
| Campuchia   | Yes       | Yes       | Yes      | Yes      |
| Đông Timor  | No        | No        | Yes      | No       |
| Indonesia   | Yes       | Yes       | Yes      | Yes      |
| Lào         | No        | No        | Yes      | No       |
| Malaysia    | Yes       | Yes       | Yes      | Yes      |
| Myanmar     | Yes       | Yes       | No       | No       |
| Philippines | Yes       | Yes       | Yes      | Yes      |
| Singapore   | Yes       | Yes       | Yes      | Yes      |
| Thái Lan    | Yes       | Yes       | Yes      | Yes      |
| Việt Nam    | Yes       | Yes       | Yes      | Yes      |
| Tổng        | 8         | 8         | 9        | 7        |

## Bảng huy chương
| Hạng               | Đoàn               | Vàng | Bạc | Đồng | Tổng số |
| ------------------ | ------------------ | ---- | --- | ---- | ------- |
| 1                  | Indonesia          | 2    | 1   | 1    | 4       |
| 2                  | Thái Lan           | 2    | 1   | 0    | 3       |
| 3                  | Việt Nam           | 0    | 1   | 2    | 3       |
| 4                  | Campuchia          | 0    | 1   | 0    | 1       |
| 5                  | Philippines        | 0    | 0   | 1    | 1       |
| Tổng số (5 đơn vị) | Tổng số (5 đơn vị) | 4    | 4   | 4    | 12      |

### Giải đấu nam trong nhà
| Rank | Team        | Pld | W | L |
| ---- | ----------- | --- | - | - |
| 1    | Indonesia   | 5   | 5 | 0 |
| 2    | Campuchia   | 5   | 3 | 2 |
| 3    | Việt Nam    | 5   | 3 | 2 |
| 4    | Thái Lan    | 5   | 3 | 2 |
| 5    | Philippines | 5   | 2 | 3 |
| 6    | Singapore   | 5   | 2 | 3 |
| 7    | Myanmar     | 5   | 1 | 4 |
| 8    | Malaysia    | 5   | 1 | 4 |

### Giải đấu nữ trong nhà
| Rank | Team        | Pld | W | L |
| ---- | ----------- | --- | - | - |
| 1    | Thái Lan    | 5   | 5 | 0 |
| 2    | Việt Nam    | 5   | 4 | 1 |
| 3    | Indonesia   | 5   | 3 | 2 |
| 4    | Philippines | 5   | 2 | 3 |
| 5    | Singapore   | 5   | 3 | 2 |
| 6    | Malaysia    | 5   | 2 | 3 |
| 7    | Myanmar     | 5   | 1 | 4 |
| 8    | Campuchia   | 5   | 0 | 5 |

### Giải đấu nam bãi biển
| Rank | Team        | Pld | W | L |
| ---- | ----------- | --- | - | - |
| 1    | Campuchia   | 0   | 0 | 0 |
| 2    | Đông Timor  | 0   | 0 | 0 |
| 3    | Indonesia   | 0   | 0 | 0 |
| 4    | Lào         | 0   | 0 | 0 |
| 5    | Malaysia    | 0   | 0 | 0 |
| 6    | Philippines | 0   | 0 | 0 |
| 7    | Singapore   | 0   | 0 | 0 |
| 8    | Thái Lan    | 0   | 0 | 0 |
| 9    | Việt Nam    | 0   | 0 | 0 |

### Giải đấu nữ bãi biển
| Rank | Team        | Pld | W | L |
| ---- | ----------- | --- | - | - |
| 1    | Campuchia   | 0   | 0 | 0 |
| 2    | Indonesia   | 0   | 0 | 0 |
| 3    | Malaysia    | 0   | 0 | 0 |
| 4    | Philippines | 0   | 0 | 0 |
| 5    | Singapore   | 0   | 0 | 0 |
| 6    | Thái Lan    | 0   | 0 | 0 |
| 7    | Việt Nam    | 0   | 0 | 0 |

## Huy chương
| Event                       | Vàng | Bạc | Đồng |
| --------------------------- | --- | --- | --- |
| Bóng chuyền trong nhà (Nam) | Indonesia · Agil Angga Anggara · Boy Arnez Arabi · Dio Zulfikri · Doni Haryono · Fahreza Rakha Abhinaya · Fahri Septian Putratama · Farhan Halim · Hendra Kurniawan · Henry Ade Novian · Hernanda Zulfi · Muhammad Malizi · Nizar Julfikar Munawar · Rival Nurmulki · Yuda Mardiansyah Putra | Campuchia · An Sok Heang · Born Narith · Chheng Phearoth · Din Siden · Khim Sovandara · Kuon Mom · Mouen Meng Laiy · Mourin Nimul · Phol Ratanak · Phol Phaniet · Pin Sarun · Soeurn Heng · Soun Channaro · Voeurn Veasna                                                               | Việt Nam · Trịnh Duy Phúc · Trần Duy Tuyến · Vũ Ngọc Hoàng · Nguyễn Ngọc Thuân · Nguyễn Thanh Hải · Từ Thanh Thuận · Quản Trọng Nghĩa · Huỳnh Trung Trực · Giang Văn Đức · Đinh Văn Duy · Cù Văn Hoàn · Nguyễn Văn Nam · Nguyễn Văn Quốc Duy · Dương Văn Tiên                                   |
| Bóng chuyền trong nhà (Nữ)  | Thái Lan · Ajcharaporn Kongyot · Chatchu-on Moksri · Darin Pinsuwan · Hattaya Bamrungsuk · Pimpichaya Kokram · Piyanut Pannoy · Sirima Manakij · Soraya Phomla · Supattra Pairoj · Thanacha Sooksod · Thatdao Nuekjang · Warisara Seetaloed · Watchareeya Nuanjam · Wimonrat Thanapan        | Việt Nam · Nguyễn Khánh Đang · Trần Thị Bích Thủy · Hoàng Thị Kiều Trinh · Võ Thị Kim Thoa · Đoàn Thị Lâm Oanh · Lý Thị Luyến · Trần Thị Thanh Thúy · Phạm Thị Nguyệt Anh · Vi Thị Như Quỳnh · Lê Thị Thanh Liên · Đinh Thị Trà Giang · Nguyễn Thị Trinh · Đoàn Thị Xuân · Trần Tú Linh | Indonesia · Agustin Wulandhari · Arneta Putri Amelian · Aulia Suci Nurfadila · Hany Budiarti · Mediol Stiovanny Yoku · Megawati Hangestri Pertiwi · Nandita Ayu Salsabila · Ratri Wulandari · Shintia Alliva Mauludina · Tisya Amallya Putri · Wilda Siti Nurfadhilah Sugandi · Yulis Indahyani |
| Bóng chuyền bãi biển (Nam)  | Indonesia · Gilang Ramadhan · Danangsyah Pribadi · Mohammad Ashfiya · Bintang Akbar | Thái Lan · Surin Jongklang · Dunwinit Kaewsai · Pithak Tipjan · Poravid Taovato | Philippines · Jude Garcia · James Buytrago · Alnakran Abdilla · Jaron Requinton |
| Bóng chuyền bãi biển (Nữ)   | Thái Lan · Taravadee Naraphornrapat · Worapeerachayakorn Kongphopsarutawadee · Varapatsorn Radarong · Tanarattha Udomchavee | Indonesia · Dhita Juliana · Desi Ratnasari · Nur Sari · Yokebed Purari | Việt Nam · Đinh Thị Mỹ Nga · Nguyễn Lê Thị Tường Vy · Nguyễn Thị Thanh Trâm · Châu Ngọc Lan |